# Echinodorus major
Echinodorus major är en svaltingväxtart som först beskrevs av Marc Micheli, och fick sitt nu gällande namn av Karel Rataj. Echinodorus major ingår i släktet Echinodorus och familjen svaltingväxter. Inga underarter finns listade.